# Pedoptila catori
Pedoptila catori är en fjärilsart som beskrevs av George Thomas Bethune-Baker 1911. Pedoptila catori ingår i släktet Pedoptila och familjen Himantopteridae. Inga underarter finns listade i Catalogue of Life.